# 鮑比·秦
鮑比·秦（英語：Bobby Chinn，1964年4月3日—），生於紐西蘭奧克蘭都會區，著名廚師與電視節目主持人。

## 生平
他生於一個異國通婚的家庭，其父為華裔美國人，其母為埃及人。在美國受教育，大學主修投資與財務，畢業後曾短暫於華爾街工作。1996年，他至越南河內，以自己的名字開了餐廳。

## 外部連結
- 官方网站